# Albizia glabripetala
Albizia glabripetala är en ärtväxtart som först beskrevs av Howard Samuel Irwin, och fick sitt nu gällande namn av Gwilym Peter Lewis och P.E.Owen. Albizia glabripetala ingår i släktet Albizia och familjen ärtväxter. Inga underarter finns listade i Catalogue of Life.